# منع مصرف
منع مصرف در پزشکی، (به انگلیسی: Contraindication) یا ضد-اندیکاسیون (به فرانسوی: Contre-indication) وضعیتی است که به عنوان دلیل منع یک درمان پزشکی خاص (به دلیل آسیبی که به بیمار خواهد زد) عمل می‌کند. در مقابلش اندیکاسیون قرار دارد که دلیلی برای به‌کارگیری درمانی خاص می‌باشد.
ضد-اندیکاسیون‌های مطلق، ضد-اندیکاسیون‌هایی اند که برای آن‌ها هیچ شرایط معقولی جهت به‌کارگیری درمان مورد نظر وجود نداشته باشد؛ مثلاً، به کودکان و نوجوانانی که دچار عفونت ویروسی اند، به دلیل ریسک نشانگان ری، نباید آسپیرین داده شود، و شخصی با حساسیت غذایی آنافیلاکسی، نباید هرگز غذاهایی بخورد که آلرژیک اند. همین‌طور به شخصی که هموکروماتوز دارد نباید ترکیبات آهن‌دار تجویز نمود.
ضد-اندیکاسیون‌های نسبی، مربوط به شرایطی است که در آن بیمار در خطر بالای ریسک عوارض درمانی قرار داشته، اما این ریسک‌ها ممکن است بر برخی از ملاحظات چیره شده یا توسط برخی دیگر تخفیف داده شوند. به عنوان مثال، معمول است که یک زن حامله از پرتو X اجتناب بورزد، اما مزیت تشخیص (و سپس درمان) شرایط بحرانی همچون سل ممکن است بر این خطر بچربد. همچنین مراجعی چون دستورنامه ملی بریتانیا ممکن است ضد-اندیکاسیون‌ها را احتیاطات بنامند.
فرض کنید داروی وارفارین (Warfarin) که یک ضد انعقاد خون است برای جلوگیری از تشکیل لخته‌های خون تجویز می‌شود. اما اگر یک بیمار دچار زخم معده فعال باشد، استفاده از وارفارین می‌تواند خطر خونریزی شدید در دستگاه گوارش را افزایش دهد. در این مورد، زخم معده یک contraindication برای استفاده از وارفارین است.
بنابراین، پزشکان باید پیش از تجویز وارفارین، از وجود هرگونه زخم معده یا دیگر شرایطی که ممکن است خطر خونریزی را افزایش دهند، مطلع شوند تا از بروز عوارض جانبی جدی جلوگیری کنند.